# پولی‌فونی دیجیتال
پولی‌فونی دیجیتال (به انگلیسی: Polyphony Digital) یک توسعه‌دهنده اول‌شخص استودیوی ساخت بازی‌های ویدئویی داخلی ژاپنی است که برای استودیوهای پلی‌استیشن است. در ابتدا یک گروه توسعه‌دهنده در استودیو ژاپن با همکاری سونی کامپیوتر انترتینمنت به نام پولیس انترتینمنت (به انگلیسی: Polys Entertainment), پس از موفقیت گرن توریسمو در ژاپن، به آن‌ها استقلال بیشتری اعطا شد، به عنوان یک شرکت انفرادی دوباره تأسیس شدند و نام خود را به پولی‌فونی دیجیتال تغییر دادند. در حال حاضر چهار استودیو دارد: دو استودیو در ژاپن، یک استودیو در هلند و یک استودیو دیگر در ایالات متحده آمریکا.

## نمای کلی شرکت
این استودیو بیشتر برای مجموعه بازی‌های مسابقه گرن توریسمو شناخته شده است. گرن توریسمو به رهبری کازونوری یامائوچی به موفق‌ترین مجموعه بازی‌های مسابقه برای کنسول‌های پلی‌استیشن، پلی‌استیشن ۲ و پلی‌استیشن ۳ تبدیل شد. مجموعه گرن توریسمو به گونه‌ای طراحی شده است که شبیه‌ساز رانندگی واقع‌گرایانه باشد و فیزیک رانندگی واقعی را ارائه دهد. در سال ۲۰۰۶، پولی‌فونی دیجیتال توریست تروفی را منتشر کرد تا در تلاش برای آوردن رئالیسم گرن توریسمو به مسابقات موتورسیکلت باشد.

## بازی‌های توسعه یافته

### به عنوان پولیس انترتینمنت
| عنوان بازی             | تاریخ انتشار   | پلتفرم    |
| ---------------------- | -------------- | --------- |
| موتور تون گرند پریکس   | ۱۶ دسامبر ۱۹۹۴ | پلی‌استیشن |
| موتور تون گرند پریکس ۲ | ۲۴ مهٔ ۱۹۹۶     | پلی‌استیشن |
| گرن توریسمو            | ۲۳ دسامبر ۱۹۹۷ | پلی‌استیشن |

### به عنوان پولی‌فونی دیجیتال
| عنوان بازی              | تاریخ انتشار   | پلتفرم                  |
| ----------------------- | -------------- | ----------------------- |
| امگا بوست               | ۲۲ آوریل ۱۹۹۹  | پلی‌استیشن               |
| گرن توریسمو ۲           | ۱۱ دسامبر ۱۹۹۹ | پلی‌استیشن               |
| گرن توریسمو ۳: ای-اسپک  | ۲۸ آوریل ۲۰۰۱  | پلی‌استیشن ۲             |
| گرن توریسمو کانسپت      | ۱ ژانویهٔ ۲۰۰۲  | پلی‌استیشن ۲             |
| گرن توریسمو ۴ سرآغاز    | ۴ دسامبر ۲۰۰۳  | پلی‌استیشن ۲             |
| گرن توریسمو ۴           | ۲۸ دسامبر ۲۰۰۴ | پلی‌استیشن ۲             |
| توریست تروفی            | ۲ فوریهٔ ۲۰۰۶   | پلی‌استیشن ۲             |
| گرن توریسمو اچ‌دی کانسپت | ۲۴ دسامبر ۲۰۰۶ | پلی‌استیشن ۳             |
| گرن توریسمو ۵ سرآغاز    | ۱۳ دسامبر ۲۰۰۷ | پلی‌استیشن ۳             |
| گرن توریسمو (پی‌اس‌پی)    | ۱ اکتبر ۲۰۰۹   | پلی‌استیشن همراه         |
| گرن توریسمو ۵           | ۲۴ نوامبر ۲۰۱۰ | پلی‌استیشن ۳             |
| گرن توریسمو ۶           | ۶ دسامبر ۲۰۱۳  | پلی‌استیشن ۳             |
| گرن توریسمو اسپورت      | ۱۷ اکتبر ۲۰۱۷  | پلی‌استیشن ۴             |
| گرن توریسمو ۷           | ۴ مارس ۲۰۲۲    | پلی‌استیشن ۴ پلی‌استیشن ۵ |

### پروژه‌های دیگر
‏پولی‌فونی دیجیتال همچنین در پروژه‌های واقعی خودرو مشارکت داشته است. آن‌ها نسخه‌های ویژه‌ای از بازی‌های گرن توریسمو خود را برای بسیاری از خودروسازان به عنوان نمایشگر خودروهای خود توسعه داده‌اند. نیسان همچنین به آن‌ها سفارش داد تا یک کیت بدنه ویژه برای نیسان ۳۶۰زد خود طراحی کنند که برای اولین بار در گرن توریسمو کانسپت: ۲۰۰۲ توکیو–ژنو به عنوان «نیسان ۳۵۰زد گرن توریسمو آئرو» ظاهر شد و بعدها به «فیرلیدی زد نیسمو اس-تیون کانسپت توسط گرن توریسمو» در گرن توریسمو ۴ تبدیل شد. همچنین یک نسخه سریعتر «زد-تیون» با اصلاحات جزئی در سبک و ۴۰۰ اسب بخار وجود داشت. اس-تیون بعداً در واقعیت توسط نیسمو (نیسان موتوراسپورت) به عنوان یک بسته تیونینگ برای دارندگان فعلی فروخته شد.
در سال ۲۰۰۷، آن‌ها قراردادی برای طراحی نمایشگر چند منظوره در نیسان جی‌تی-آر جدید امضا کردند که اطلاعات عملکردی مانند نیروی گرانش، باز شدن شتاب، فشار پدال ترمز، زاویه فرمان، «نقشه تعویض دنده بهینه» را نشان می‌دهد تا بر خودروی اقتصادی تأکید کند.
زمانی که نیسان به دنبال شرکتی برای توسعه «متر چندکاره» کاربرپسند جی‌تی-آر بود، این خودروساز می‌گوید پولی‌فونی دیجیتال به دلیل استفاده از سیستم‌های منوی ساده‌ای که برای بازی‌های ویدئویی مانند گرن توریسمو استفاده می‌کند، انتخاب واضحی بود. سیمون اسپرول، معاون جهانی ارتباطات نیسان می‌گوید: «اگر به صفحه نمایشگر چندکاره جی‌تی-آر با اطلاعات نیروی گرانش و هر چیز دیگری فکر می‌کنید، می‌خواهیم خواندن آن بسیار آسان و استفاده از آن بسیار آسان باشد». «این واقعاً در مورد منطق نحوه عملکرد بازی‌های ویدئویی و سیستم‌های منوی آنها - که هر کسی می‌تواند از آن استفاده کند - و سپس اعمال آن در ماشین است.»
‏سیچی ایکیو از پولی‌فونی دیجیتال فیلم‌ها را برای بازی‌های مختلف سونی کامپیوتر انترتینمنت آمریکا، مانند افسانه اژدها، اوری‌بادی گلف ۲ و نسخه‌های ژاپنی رول اوی و بازی‌های اصلی کراش باندیکوت برای پلی‌استیشن یک، رمزگذاری و رمزگشایی کرد.

## شناخت
در سال ۲۰۱۲، آی‌جی‌ان پولی‌فونی دیجیتال را در رتبه ۲۵ در لیست ۵۰ توسعه‌دهنده برتر تمام دوران قرار داد. در شماره مارس ۲۰۱۵ مجله گیمزتی‌ام، این شرکت در فهرست «۵۰ تا از بهترین توسعه‌دهندگان جهان» رتبه ۳۴ را به خود اختصاص داد.
در سال ۲۰۱۴، پولی‌فونی دیجیتال با فدراسیون بین‌المللی اتومبیل‌رانی (فیا) در طی یک برنامه‌ریزی برای راه‌اندازی یک قهرمانی آنلاین رسمی فیا در سال ۲۰۱۵، یک همکاری طولانی مدت انجام داد.